# برهان الاستحالة
برهان الاستحالة هو برهان يدل على عدم إمكانية حل مشكلة معينة، أو لا يمكن حلها بشكل عام. لإثبات أن هناك شيئاً مستحيلاً عادة ما يكون أصعب بكثير من مهمة إثبات احتماليته. نظريات الاستحالة عادة يمكن التعبير عنها كمسائل كونية في المنطق.

## أمثلة
أحد أشهر براهين الاستحالة كان برهان فيردينوند فون ليندمان في عام 1882، الذي بين أن مسألة تربيع الدائرة القديمة لا يمكن حلها، لأن العدد باي عدد متسام وغير جبري وفقط الأعداد الجبرية يمكن بناؤها عن طريق المسطرة والفرجار. وتم أيضاً إثبات استحالة مسألتين كلاسيكيتين في القرن التاسع عشر وهن تثليث الزاوية ومضاعفة المكعب.